# Loa loa
Loa loa, auch als Wanderfilarie oder Augenwurm bekannt, ist ein Fadenwurm, der beim Menschen im Unterhautfettgewebe parasitiert und das Krankheitsbild Loiasis (auch „Kamerunbeule“) hervorruft. Da er bei seinen Wanderungen auch im Auge auftritt, ist er als Augenwurm bekannt. Der Parasit ist endemisch im tropischen Afrika und wird durch Bremsen der Gattung Chrysops übertragen. Loa loa gehört zu den sogenannten vernachlässigten Krankheiten.

## Merkmale
Die ausgewachsenen Würmer (Makrofilarien) sind weißlich mit einem für Fadenwürmer typischen Habitus. Die Männchen werden 30 bis 35 mm lang und messen etwa 0,4 mm im Durchmesser. Die weiblichen Augenwürmer werden 40 bis 70 mm lang und 0,5 mm dick. Die Mikrofilarien werden nur 300 µm lang und sind von einer Scheide umhüllt.

## Verbreitung
Das Vorkommen ist auf das tropische West- und Zentralafrika zwischen dem 10. Breitengrad Nord und dem 5. Breitengrad Süd beschränkt, vor allem auf die Demokratische Republik Kongo und die Republik Kongo, Gabun, Tschad, den Sudan, die Zentralafrikanische Republik, Kamerun, Nigeria und Nord-Angola.

## Lebensweise
Loa loa lebt als parasitischer Fadenwurm im Unterhautfettgewebe seiner Wirte. Auf seinen Wanderungen dringt er auch in das Auge ein und ist dort unterhalb der Bindehaut sichtbar.

### Wirtsspektrum
Das Wirtsspektrum umfasst neben dem Menschen einige afrikanische Primatenarten wie den Drill (Mandrillus leucophaeus), den Anubispavian (Papio anubis) und den Husarenaffen (Erythrocebus patas). Experimentelle Infektionen sind zudem bei Nagetieren möglich, etwa bei der Mongolischen Rennmaus (Meriones unguiculatus).

### Lebenszyklus

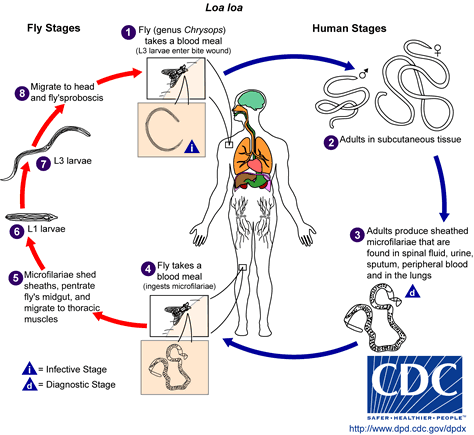
Lebenszyklus von Loa loa.

Zwischenwirte und damit Überträger sind Bremsen der Arten Chrysops dimidiata und Chrysops silacea. Beim Stich (nur die weiblichen Bremsen saugen Blut) gelangen die Filarien als Larven im L3-Larvenstadium in die Haut. Die Entwicklung zum ausgewachsenen, adulten Wurm (Makrofilarie) dauert mindestens drei Monate. Diese Würmer leben dann im subkutanen Fettgewebe (Unterhautfettgewebe) und können sich dort mit einer Geschwindigkeit von etwa 1 cm pro Minute fortbewegen. Ihre Lebenserwartung kann 20 Jahre übersteigen.
Die weiblichen Filarien geben ihre Larven (L1-Stadium) als Mikrofilarien ins Gewebe ab, die danach über die Lymphgefäße in das Blut gelangen. Sie sind vor allem um die Mittagszeit (zwischen 10 und 15 Uhr) in den Blutgefäßen unter der Haut zu finden, wo sie von stechenden Bremsen aufgenommen werden können.  Daneben sind sie manchmal auch im Sputum, Urin, Liquor cerebrospinalis und, vor allem nachts, in der Lunge anzutreffen.
Nachdem die Mikrofilarien von einer Bremse aufgenommen wurde, streifen sie ihre Scheide ab und durchdringen deren Mitteldarm. Sie durchlaufen in der thorakalen Muskulatur zwei Larvenstadien und werden als L3-Larvenstadium wieder auf einen menschlichen Wirt übertragen.

### Diagnose und Behandlung
Die Diagnose beruht vor allem auf dem Auftreten der Mikrofilarien im Blut (Mikroskop), sichtbar im Auge oder auf wandernden Hautschwellungen. Der Wurm kann einerseits chirurgisch leicht entfernt werden, ansonsten erfolgt die übliche Behandlung durch Wurmgifte wie Diethylcarbamazin, die spezifisch in den Stoffwechsel der Parasiten eingreifen.

## Forschungsgeschichte
Bereits in einem Kupferstich von Johann Theodor de Bry aus dem Jahr 1598 ist die Entfernung eines Loa loa aus einem Auge dargestellt. Die erste umfassende Beschreibung des Parasiten legte der französische Arzt M. Mongin vor, der 1770 ein Exemplar aus dem Auge einer Sklavin in Santo Domingo entfernte. In den Folgejahren gab es mehrere Loaose-Beschreibungen von anderen karibischen Inseln, der französische Arzt Guyot beschrieb 1778 mehrere Fälle in Angola. Die erste umfassende Artbeschreibung legte der Augenarzt Argyll-Roberston zusammen mit dem schottischen Tropenmediziner Patrick Manson vor. Die Art wurde zunächst fälschlicherweise dem Medinawurm zugeschrieben, 1845 wurde die Art von Dujardin dann als Filaria oculi humani den Filarien zugeordnet. Castellani und Chambers schufen 1913 die Gattung Loa, in die der Parasit heute noch eingeordnet ist.

## Belege
1. ↑  Wolfram Gottfried Metzger, Benjamin Mordmüller: Loa loa—does it deserve to be neglected? In: The Lancet Infectious Diseases. Band 14, Nr. 4, April 2014, S. 353–357, doi:10.1016/S1473-3099(13)70263-9 (elsevier.com [abgerufen am 23. April 2019]).
2. ↑  Ramiro Morales-Hojas: Molecular systematics of filarial parasites, with an emphasis on groups of medical and veterinary importance, and its relevance for epidemiology. In: Infection, Genetics and Evolution 9 (5), September 2009; S. 748–759.
3. 1 2  C.D. Mackenzie, R.R. Suswillo, D.A. Denham: Survival of Loa loa following transplantation from drills (Mandrillus leucophaeus) into jirds (Meriones unguiculatus): parasitology and pathology. Transactions of the Royal Society of Tropical Medicine and Hygiene 76 (6), 1982; S. 778–782.
4. ↑  Herbert Auer, Horst Aspöck: Loa loa und die Loaose. Biologiezentrum Linz/Austria. Abgerufen am 23. Juli 2024.